# بيغ إيغل
بيغ إيغل (بالإنجليزية: Big Eagle)‏ هو زعيم قبيلة أمريكي، ولد في 1827 في إيجان في الولايات المتحدة، وتوفي في 1906.